# 持份者
在企業中，利害關係人（英語：Stakeholder），或稱持份者、利益相關者、利益關係人、利害相關人、權益人、涉众等，是指對支持組織存在至關重要的群體的成員。有關理論後來由 R. Edward Freeman 在1980年代發展並倡導。從那時起，它在商業實踐和策略管理、公司治理、商業目的和企業社會責任（CSR）相關理論中獲得廣泛認可。
藉由對需要被考慮的利害關係人進行分類以定義公司責任的做法，被批評為在「股東模型」和「利害關係人模型」之間製造錯誤的二分法，或對股東和其他利益相關方的義務進行錯誤的類比。

## 例子
| 持份者: | 持份者所關切的利益:                                                                                            |
| ------- | --- |
| 股東    | 公司的股份擁有人，擁有股份公司中的股份及權利，關心公司的利潤等表現                                             |
| 債權人  | 持有公司或機構的債權，關心公司或機構的債務償還能力                                                             |
| 客戶    | 關心公司產品的價值、品質、客戶權益、生產製程的品德                                                             |
| 供應商  | 為公司供貨，因而其行為及態度可能影響公司利益，關心公司的貨款償付能力                                           |
| 投資者  | 泛指已經或有可能把金錢投資於公司的人，當中包括股東，亦可包括尚未購買公司股票的人（一般稱為潛在投資者）         |
| 員工    | 受僱於公司或機構的人，其職位及生計與公司或機構有直接關係，另外公司或機構的薪酬福利制度、政策等也直接與其有關連 |
| 工會    | 關心薪資、工作時限和工作環境條件等利益                                                                         |
| 政府    | 根據個別法律而與公司或機構有所關連，當中例子為「稅務局」                                                       |
| 社群    | 由於某公司或機構於該社區內擁有業務或利益，而令該社區可能受其影響（可以是正面或負面影響）                       |

## 利益相關者的類型
任何組織或團體所採取的任何行動，都可能影響到與私營公司相關的人員。例如，公司所有人、客戶、合作夥伴、承包商和供應商、員工及其眷屬，相關或位於附近的人員。
- 主要利益相關者－通常是內部利益相關者，是與企業（例如股東，客戶，供應商，債權人和員工）進行經濟交易的利益相關者。
- 次要利益相關者－通常是外部利益相關者，雖然他們不會與企業有直接的商業往來－但會受到企業行為影響，或影響其企業行為的人（例如公眾，社區，活動團體，支持團體和媒體）。
- 排除利益相關者－對公司營運沒有經濟影響力，例如不感興趣的社會大眾或是兒童。現在，由於這個概念是以人為中心的觀點，像普通大眾一樣的群體，可能被認為是利益相關者，其他人物仍被排除在外。這樣的觀點並不會將動植物甚至地質學，當作是受到影響的利益相關者；它們只具有與人類團體或個人相關的工具價值。

### 管理
在二十世紀最後十幾年“利益相關者”這個名詞經常用來表示，對專案或實體持有合法權益的個人或組織。在討論大型企業，政府機構和非營利組織在內的決策過程時，這已經概括所有對於實體感興趣（或“股權”）的人；不僅包括其供應商，員工和客戶，也包含了座落地點的辦公室或工廠，可能影響當地經濟或社區環境的人。在此範疇下，“利益相關者”除了理事會的董事或管理人（傳統的持份者），而且還包括付出象徵性權益的所有人，以及潛在的“支付人” （在賽局理論中的“收益”意指交易行為的結果）。因此，為了雙贏地使利益相關者共同合作，組織管理需能理解利益相關者的需求和期望，了解他們的態度（支持，中立或反對），並以大局權衡輕重緩急，將組織的稀缺資源集中在最重要的利益相關者。
例如，在房東對於出租房屋進行翻修工程的案例中，主要利益相關者將是租客，鄰居（生活會受到工程滋擾），受房東所聘任的物業管理和維護團隊。其他利益相關者將是出資者和設計和施工團隊。這事務的案例中各類權益的持有者稱之為選區，所以可能會有一個股東的選區，一個翻修工程周遭毗鄰的選區，持有債權銀行的選區等等。在這種用法中，“持份”是“利益相關者”的同義詞。

## 參看
- 利害關係人理論